# Joan Monné (escriptor)
Joan Monné  (Perpinyà, Rosselló, 1838 - Saint-Loup, 1916) fou un poeta provençal.
Va ser president de l'associació polític-literària Freirie-prouvençalo i director del Bulletin dou Felibrige.
Entre les seves obres principals es compten: Lou Brou d'atangié, Casau, drama en conc actes i en vers: Pastouralo, Flor de Véuno, col·lecció de poesies; La Pésto de Marsiho, Plueio d'Estella, Rousari d'amour (Marsella, 1906), col·lecció de poesies dividides entres parts, notable per la passió i veritat, i que va ser traduïda al portuguès. A més se li deu: J. Roumanille (París, 1894), una col·lecció de proverbis i locucions provençals i una traducció de L'Atlàntida, de Verdaguer (1888).